# Février 2017
Février 2017 est le 2e mois de l'année 2017.

## Évènements
- 3 février : attaque contre des militaires au Carrousel du Louvre à Paris.
- 5 février : élections législatives au Liechtenstein.
- 8 février : Mohamed Abdullahi Mohamed est élu président de la République fédérale de Somalie.
- 9 et 13 février : massacres de Khan Cheikhoun en Syrie.
- Nuit du 10 au 11 février : éclipse lunaire partielle.
- 12 février :
  - Frank-Walter Steinmeier est élu 12e président de la République fédérale d'Allemagne ;
  - Gurbanguly Berdimuhamedow est réélu président du Turkménistan ;
  - référendums en Suisse.
- 13 février :
  - un attentat à Lahore au Pakistan fait au moins 13 morts[1].
  - Kim Jong-Nam, demi-frère de Kim Jong-Un, leader de la Corée du Nord, est assassiné à Kuala Lumpur. Son demi-frère est suspecté d'avoir commandité son meurtre, Kim Jong-Nam s'opposant au pouvoir de Kim Jong-Un.
- 15 février : le lanceur indien Polar Satellite Launch Vehicle met en orbite 104 satellites, record mondial.
- 16 février : au Pakistan, l'attentat du sanctuaire de La'l Shahbâz Qalandar fait au moins 88 morts.
- 19 février :
  - élections présidentielle, législatives et référendum en Équateur ;
  - attentat à Mogadiscio en Somalie.
- 22 février : la NASA annonce la découverte de sept exoplanètes de taille terrestre autour de l'étoile TRAPPIST-1, certaines dans sa zone habitable.
- 24 février : un attentat fait au moins 77 morts à Al-Bab en Syrie.
- 25 février : en Syrie, le Hayat Tahrir al-Cham mène des attentats à Homs contre les services de renseignement du régime syrien.
- 26 février : une éclipse solaire annulaire est observable en Amérique du Sud et en Afrique.